# Pleroma (software)
Pleroma é um software de rede social livre e descentralizada em forma de microblogging, e faz parte do Fediverso, sendo compatível com outros serviços como o Mastodon, Pixelfed e Misskey. Começou em 2016 como uma interface alternativa do GNU social, e atualmente, existem mais de 1 000 servidores e 15 000 pessoas usando o Pleroma mensalmente.
Servidores Pleroma usam o protocolo ActivityPub para se comunicar com outras instâncias. O software tem baixo consumo de recursos e também é altamente customizável, incluindo, por exemplo, a capacidade de alterar o limite de caracteres em postagens.
A interface do usuário ou front-end, chamada de PleromaFE, é similar à antiga interface do Twitter. Outras interfaces, como Soapbox e Halcyon também podem ser usadas como alternativas.
O projeto já foi criticado pelo seu desenvolvimento desorientado. Isso levou à criação de outros projetos derivados, nomeadamente Akkoma e Rebased.